# Strada Statale 106 Jonica
Die Strada Statale 106 „Jonica“ ist eine italienische Staatsstraße.

## Verlauf
Die SS 106 verbindet die Städte Reggio di Calabria und Tarent und verläuft entlang der Ionischen Küste. Sie ist Teil der Europastraße 90.